# シュヴェリンゲン
シュヴェリンゲン (ドイツ語: Schweringen) は、ドイツ連邦共和国ニーダーザクセン州のニーンブルク/ヴェーザー郡に属す町村（以下、本項では便宜上「町」と記述する）で、ザムトゲマインデ・グラーフシャフト・ホーヤを構成する自治体の一つである。

## 地理

### 自治体の構成
- シュヴェリンゲン (Schweringen)
- アイセ (Eiße)
- ホルトルプ (Holtrup)

## 歴史
シュヴェリンゲンは1139年にブレーメンの聖パウリ修道院の文書に初めて記録されている。この記録にはホルトルプ （当時の表記は Holthrope）とシュヴェリンゲン（当時の表記は Sveringe）は、砂地の不毛な土地と肥沃な湿地がある古い入植地であると記述されている。

## 行政

### 議会
シュヴェリンゲンの町議会は9議席からなる。

### 紋章
緑地。金の波帯で上下二分割。上部は金の車輪と、その両側に金のオークの葉。下部は頂部にライトを付けた Fährbuchtnachen（特殊なボート）。
町域がヴェーザー川の両岸に広がるシュヴェリンゲンの町にとってヴェーザー川はその地理上の中心である。紋章に描かれた波帯は、このヴェーザー川を象徴している。1世紀以上前の資料にもその記述が見られ、現在も運行しているヴェーザー川を渡るフェリーが紋章のもう一つの意匠である。紋章に描かれているのは実際のカーフェリーではなく、専門用語で「Fährbuchtnachen」と呼ばれる特殊なボートである。車輪はこの町の主要産業である農業を示す。車輪は、この他に紡ぎ車など輪を使う手工業や、貿易、商業、交通を象徴するものである。

## 文化と見所

### 公共空間の芸術
シュヴェリンゲンの公共施設には、地元の芸術家ゴットリープ・ポット・ドア (1905 - 1978) の作品が合わせて7つある。これらの作品は第二次世界大戦後から1977年の間に創作されたものである。
- シュヴェリンゲン青年の家のファサードにある焼成セラミックの壁画（1950年代半ば）
- 青年の家内部の2つの大きなフレスコ（1950年代半ば）
- シュヴェリンゲン教会内の祭壇画。「トリプティーク（3枚折り祭壇画）の形式。印象主義的リアリズムの作風で、人の苦悩を印象づける騒々しく混沌とした戦争あるいは国際事件の様を背景に、十字架のキリスト像を描いている」（コルネリア・ハイジングからの引用）。戦争直後の作品である。
- 『キリストの復活』（1968年）は、シュヴェリンゲン墓地礼拝堂のためのセラミックによる大きなモザイクである。これは1930年代に描かれた壁画に替えて制作されたものである。
- シュヴェリンゲン国民銀行の大壁画。この抽象的・造形的コンポジションは1970年代の作品である。
- シュヴェリンゲン体育館のファサードにあるヴェーザー川の小石で創られたモザイク（1977年）。

## 経済と社会資本

### 交通
この町にはミッテルヴェーザー地方で最後のフェリーが運航している。このフェリーは西岸の中心集落と東岸とを結んでいる。東岸側の最寄りの集落はガンデスベルゲンである。

## 人物

### ゆかりの人物
- ゴットリープ・ポット・ドア（1905年 - 1978年）画家、グラフィックデザイナー。1932年から亡くなるまでシュヴェリンゲンに住み、活動した。

## 引用
1. ↑  Landesamt für Statistik Niedersachsen, LSN-Online Regionaldatenbank, Tabelle A100001G: Fortschreibung des Bevölkerungsstandes, Stand 31. Dezember 2023